# Barranc de la Clua
El Barranc de la Clua és un curs d'aigua afluent secundari de la Noguera Ribagorçana per l'esquerra. Pertany a la conca d'aquest riu. Discorre únicament pel terme municipal de Sant Esteve de la Sarga, del Pallars Jussà. Pren el nom del llogaret La Clua, un poblat a la riba esquerra.

## Naixença i curs
Es forma a uns 975 metres d'altitud, just a ponent d'un collet de la pista rural de Castellnou de Montsec a Sant Esteve de la Sarga.
Al llarg del seu recorregut de prop de sis6 quilòmetres rep tot de llaus i barrancs sense nom conegut procedents de la Serra d'Alsamora, fins que, ja cap al final del seu curs, rep per l'esquerra el barranc de la Seuva, que baixa de la Serra d'Alsamora.
El seu límit nord és el Serrat Molar i la seva continuació cap a llevant, la carena on es troben la Torre d'Amargós i Castellnou de Montsec, contrafort occidental de la Serra del Sastret, i el sud, la Serra d'Alsamora.
A la riba esquerra a l'altitud 625 m, hi ha l'antiga masia Casalet de la Clua restaurada i transformada en casa rural.

## Desembocadura
Aboca les seves aigües, quan en porta, en el barranc Gros, afluent per l'esquerra de la Noguera Ribagorçana, 850 metres a llevant del lloc on hi ha les restes del mas de Mont-rebei.